# Panteón Real de la catedral de Santiago de Compostela

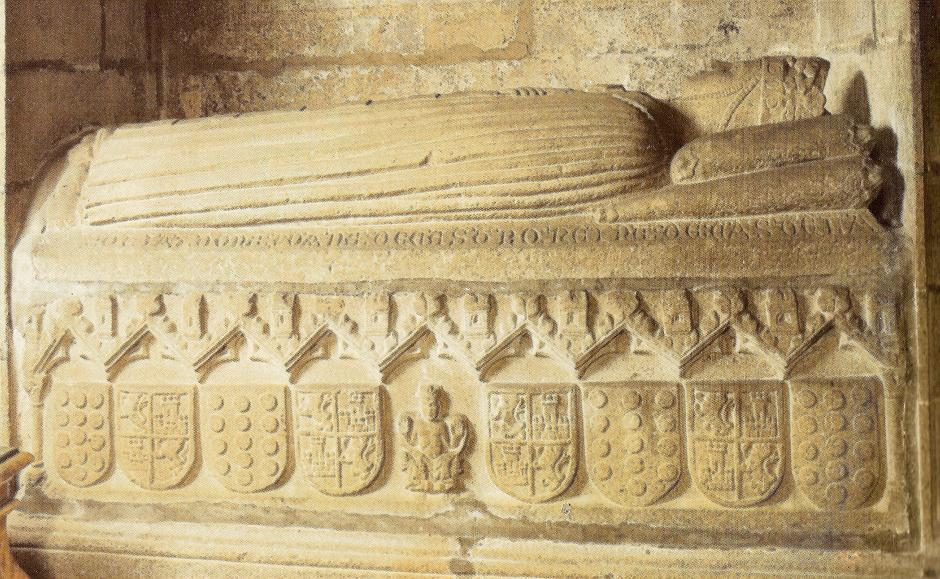
Sepulcro de la reina Juana de Castro, segunda esposa de Pedro I el Cruel.

El Panteón Real es el lugar, dentro de la catedral de Santiago, que contiene los sepulcros de dos reyes y otras destacadas personalidades del Reino de Galicia.
Se inició en el año 1107 con el enterramiento de Raimundo de Borgoña, conde de Galicia, y con la promesa de su hijo el emperador Alfonso VII de llevar también sus restos a la catedral. Este compromiso no fue cumplido por Afonso VII pero sí por su esposa la emperatriz Berenguela, y continuado por su hijo Fernando II y su nieto Alfonso VIII, reyes de León. En el año 1211, Afonso VIII oficializó definitivamente la capilla regia en la ceremonia de consagración de la catedral que presidió junto su heredero Fernando Alfonso, sepultado también en el panteón.
El espacio funerario fue instalado en la "capilla de los reyes", hoy capilla de Santa Catalina, y permaneció allí hasta el año 1535, momento en el que fue trasladado a la Capilla de las Reliquias. Durante este traslado se cambió el acomodo de cinco sarcófagos que fueron atribuidos en aquel momento a Raimundo de Borgoña (†1107), Berenguela de Barcelona (†1149), Fernando II (†1188), Afonso VIII (†1230) y Juana de Castro (†1374). La documentación histórica confirma la inhumación en la catedral de estas cinco figuras pero solo en el caso de la reina Juana existen además testimonios epigráficos y heráldicos de la misma época que confirmen su identidad. En el año 1926 se incorporó al panteón una última sepultura conteniendo los restos del conde Pedro Froilaz de Traba (†1128).
- Datos: Q12397057
- Multimedia: Royal Pantheon of Santiago de Compostela / Q12397057